# Tobias Sippel
Tobias Sippel (Bad Dürkheim, 22 marzo 1988) è un calciatore tedesco, portiere del Borussia Mönchengladbach.

## Carriera

### Club
Ha giocato nella prima e nella seconda divisione tedesca.

### Nazionale
È stato tra i giocatori della nazionale tedesca Under-21 che nel 2009 in Svezia ha vinto il Campionato europeo di categoria.

## Palmarès

### Club

#### Competizioni nazionali
- Campionato tedesco di seconda divisione: 1

Kaiserslautern: 2009-2010